# Europska prvenstva u hokeju na travi za žene
Europsko prvenstvo u hokeju na travi za žene. Zove se još i kao Kup europskih nacija (engleski: European Nations' Cup).

## Rezultati dosadašnjih prvenstava
| Godina | Domaćin                | Zlato      | Srebro     | Bronca      |
| ------ | ---------------------- | ---------- | ---------- | ----------- |
| 2009.  | Amstelveen, Nizozemska | Nizozemska | Njemačka   | Engleska    |
| 2007.  | Manchester, Engleska   | Njemačka   | Nizozemska | Engleska    |
| 2005.  | Dublin, Irska          | Nizozemska | Njemačka   | Engleska    |
| 2003.  | Barcelona, Španjolska  | Nizozemska | Španjolska | Njemačka    |
| 1999.  | Köln, Njemačka         | Nizozemska | Njemačka   | Engleska    |
| 1995.  | Amstelveen, Nizozemska | Nizozemska | Španjolska | Engleska    |
| 1991.  | Bruselj, Belgija       | Engleska   | Njemačka   | SSSR        |
| 1987.  | London, Engleska       | Nizozemska | Engleska   | SSSR        |
| 1984.  | Lille, Francuska       | Nizozemska | SSSR       | SR Njemačka |

## Vječna ljestvica
Po stanju nakon EP 2007.
| Država                           | Zlato | Srebro | Bronca | Ukupno |
| -------------------------------- | ----- | ------ | ------ | ------ |
| Nizozemska                       | 7     | 1      | 0      | 8      |
| Njemačka                         | 1     | 4      | 2      | 8      |
| od toga kao jedinstvena Njemačka | 1     | 4      | 1      | 7      |
| od toga kao SR Njemačka          | 0     | 0      | 1      | 1      |
| Engleska                         | 1     | 1      | 5      | 6      |
| Španjolska                       | 0     | 2      | 0      | 2      |
| SSSR                             | 0     | 1      | 2      | 3      |